# Черна Могила (Бургаська область)
Че́рна Моги́ла (болг. Черна могила) — село в Бургаській області Болгарії. Входить до складу громади Айтос.

## Населення
За даними перепису населення 2011 року у селі проживали 335 осіб, усі — турки.
Розподіл населення за віком у 2011 році:
Динаміка населення: